# Philipp Reges
Philipp Heinrich Reges (* 23. Februar 1821 in Eschborn; † 29. Oktober 1870 ebenda)  war ein deutscher Landwirt und Mitglied der Mitglied der Zweiten Kammer der Landstände des Herzogtums Nassau.

## Leben
Philipp Reges wurde als Sohn des Gastwirts Johann Peter Reges  (1794–1854) und dessen Ehefrau Anna Maria Rach (1792–1862) geboren.
Er betrieb in seinem Heimatort die elterliche Landwirtschaft, als er 1852 ein Mandat für die Zweite Kammer des Landtages des Herzogtums Nassau erhielt. Im selben Jahr legte er sein Amt nieder, das er für den Wahlkreis XX (Höchst) erworben hatte.
Conrad Schrodt trat seine Nachfolge an.